# Mandevilla lobbii
Mandevilla lobbii är en oleanderväxtart som beskrevs av R. E. Woodson. Mandevilla lobbii ingår i släktet Mandevilla och familjen oleanderväxter. Inga underarter finns listade i Catalogue of Life.